# کتی بلند
کتی بلند (انگلیسی: Katie Boland؛ زادهٔ ۱۴ فوریهٔ ۱۹۸۸) هنرپیشه اهل کانادا است. او از سال ۱۹۹۵ میلادی تاکنون مشغول فعالیت بوده‌است.
او در فیلم متولد رنگ آبی بازی کرده‌است.